# Aeropuerto de Kadhdhoo
El aeropuerto de Kadhdhoo (en maldivo: ކައްދޫ އެއަރޕޯޓް) (IATA: KDO, OACI: VRMK) es un aeropuerto nacional situado en la isla de Kadhdhoo en el atolón Laamu, Maldivas.  El aeropuerto está a 3,7 km al noreste de Fonadhoo.

## Historia
Cuando el presidente de las Maldivas, Maumoon Abdul Gayoom, asumió el cargo en 1978, algunos de los problemas más apremiantes del país eran la inmensa dificultad de viajar entre Malé y las islas periféricas y los efectos adversos en la industria pesquera de Maldivas debido a la entrada ilegal de pesqueros extranjeros en las aguas territoriales de las Maldivas. Como paso para solucionar los problemas, el gobierno decidió promover enlaces aéreos entre Malé y otras cuatro regiones vitales, como Gan.
Desde su concepción inicial, el proyecto formó parte del programa de desarrollo iniciado por el presidente Maumoon Abdul Gayoom, la ejecución del proyecto fue supervisada por el ministro de Comercio e Industrias y el Viceministro de Defensa y Seguridad Nacional, Ilyas Ibrahim. La excavación de la pista comenzó el 11 de enero de 1982 y la capa final de la pista se terminó el 6 de abril de 1986.
El proyecto se ejecutó totalmente utilizando la experiencia local y, aunque se inició únicamente con cargo al presupuesto del Gobierno, se recibió asistencia financiera externa, en particular del Programa de las Naciones Unidas para el Desarrollo (PNUD), la Organización de Aviación Civil Internacional (OACI) y la Organización de Países Exportadores de Petróleo (Fondo OPEP). Maumoon Abdul Gayyoom fue el encargado de inaugurarlo.

## Instalaciones
El aeropuerto está situado en una elevación de 1,2 m sobre el nivel medio del mar. Tiene una pista designada 03/21 con una superficie bituminosa que mide 1.220 por 30 metros. La pista delante de los hangares del aeropuerto es de 105 m x 22 m. Pueden aterrizar aeronaves que requieran espacio relativamente corto para el despegue y aterrizaje, y cuyo peso máximo no supere los 5700 kg.